# 9999
9999 (pronuncia-se "Four Nine (フォーナイン)") é o décimo álbum de estúdio da banda de rock japonesa The Yellow Monkey, lançado em 17 de abril de 2019 pela Atlantic Records. É o primeiro álbum inédito da banda em 19 anos e também o primeiro desde sua reunião em 2016. O álbum foi produzido pelo vocalista Kazuya Yoshii, que além disso escreveu a maioria das canções.
9999 foi um sucesso comercial e de crítica, alcançando a terceira posição tanto na parada de álbuns da Oricon quanto na Billboard Japan Hot Albuns. Uma versão expandida do álbum, intitulada 9999+1, foi lançada em 4 de dezembro de 2019 e alcançou a segunda e quarta posição nas paradas, respectivamente. 9999 ganhou o Álbum do Ano em 2019 no 61° Japan Record Awards e ganhou álbum do ano no Space Shower Music Awards de 2020.

## Visão geral e gravação
Formado em 1988, o The Yellow Monkey realizou seu último show em 8 de janeiro de 2001 no Tokyo Dome, iniciando um hiato indefinido, antes de anunciar oficialmente sua separação em 7 de julho de 2004.
Após ver os Rolling Stones se apresentarem em Londres em 2013, o vocalista Kazuya Yoshii enviou um e-mail aos outros três membros sugerindo uma reunião do The Yellow Monkey. A banda anunciou oficialmente sua volta em 8 de janeiro de 2016. Participaram da Super Japan Tour 2016 de 11 de maio a 11 de setembro, e logo seguiram com outra turnê intitulada Subtitive Late Show, de 12 de novembro a 18 de dezembro.
Em agosto de 2015, já haviam entrado no estúdio para gravar material novo. A primeira canção gravada, "Alright", estreou na rádio em 10 de fevereiro de 2016. Seu videoclipe foi indicado nas categorias Melhor Vídeo de Rock e Melhor Vídeo em Grupo do Japão no MTV Video Music Awards Japan. "Alright" foi posteriormente incluída como lado B de seu primeiro single desde a reunião, "Suna no Tō", que foi lançado em 19 de outubro de 2016. O single foi certificado ouro pela RIAJ em outubro de 2016 por vender mais de 100 mil cópias. "Suna no Tō" foi uma das duas canções que renderam ao The Yellow Monkey o Special Award no 49º Japan Cable Awards em 2016.
A nova canção "Roseana" foi incluída em uma edição especial do álbum auto-cover da banda de 21 de maio de 2017, The Yellow Monkey is Here. New Best. Uma música chamada "Stars" foi lançada digitalmente em 27 de outubro de 2017. "Horizon", a música tema do documentário de reunião da banda Ototoki, foi lançado digitalmente em 29 de novembro de 2017 como a parte final de três lançamentos mensais consecutivos. Em outubro de 2018, foi anunciado que a banda havia assinado contrato com a Atlantic/Warner Music Japan. No dia 9 de novembro, a canção "Tentomushi" foi lançada. Já a canção digital "I Don't Know" foi lançada em 25 de janeiro de 2019.

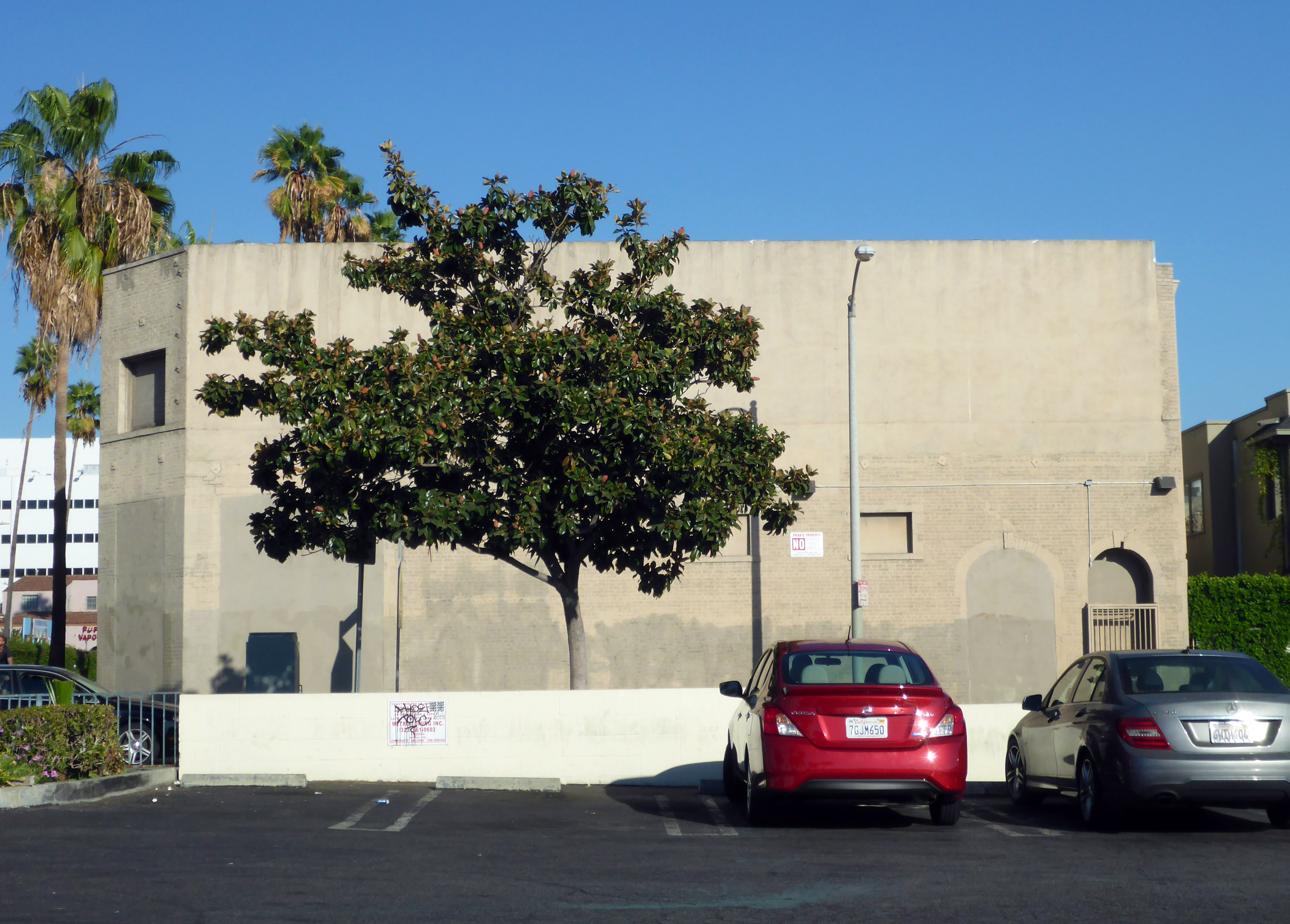
Seis das canções de 9999 foram gravadas em Los Angeles no estúdio Sunset Sound.

A banda sentiu que não seria uma reunião real a menos que lançassem um novo álbum, e a produção dele realmente começou em 2018. Os membros disseram que as turnês dos dois anos anteriores os ajudaram a se familiarizarem com a forma de tocar um do outro novamente e ver que tipo de sons eles poderiam produzir para o novo material. Eiji Kikuchi afirmou que a maior diferença em relação aos álbuns anteriores é que a maioria das músicas foram primeiramente demos. O baterista disse ainda que, pela primeira vez, mais da metade das músicas do álbum não tem pratos.
Após terminar "Tentomushi", Yoshii começou a trabalhar em  "Kono Koi no Kakera". Eles gravaram esta música no Japão em julho de 2018 com a produção de Masami Tsuchiya.  Enquanto produzia a faixa, ele propôs que a banda gravasse em Los Angeles no Sunset Sound, onde ele costuma gravar para sua carreira solo. Ele contatou o engenheiro do estúdio, Kenny Takahashi, e teve sorte que ele estava disponível. Eles começaram a gravar lá dois meses depois. A banda trouxe uma quantidade mínima de equipamento para LA; Yoichi Hirose disse que trouxe apenas um baixo para gravar todas as músicas lá. O vocalista afirmou que gosta especialmente do som da bateria gravada no Sunset Sound, que Eiji descreveu como um som "seco" com reverberação natural. O baterista disse que gravar em LA foi libertador em comparação com o Japão, onde tudo é detalhado. Seis canções do álbum foram gravadas lá; "Love Homme", "Breaking the Hide", "Changes Far Away", "Balloon Balloon", "Titta Titta" e "I Don't Know".
O título 9999 foi escolhido porque o número 9.999 é o "máximo" ou o mais alto possível com quatro dígitos, e o álbum representa o "máximo" dos quatro integrantes da banda. A capa do álbum é uma colagem desenhada pela dupla alemã Rocket & Wink. Entre outras coisas, ele pretende representar o ciclo da vida, o universo, o passado e o futuro. Seu fundo preto representa o longo período de separação da banda. O título do álbum é escrito na capa com cada "9" usando uma fonte diferente.

## Temas

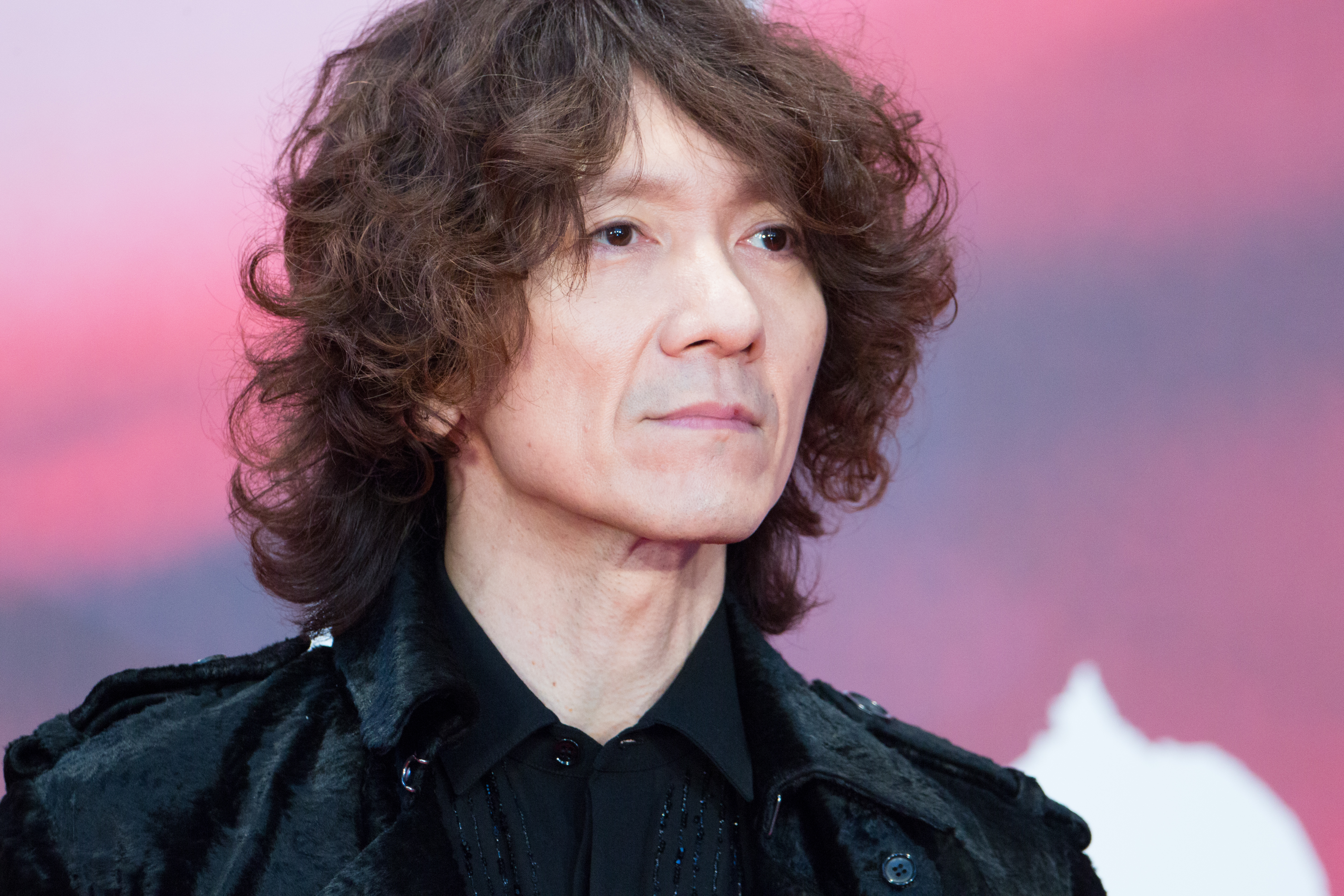
O vocalista principal, Kazuya Yoshii, escreveu quase todas as canções do álbum.

Tomoki Takahashi, do Rockin'On, chamou "Kono Koi no Kakera" de uma "balada média". Foi feito em um estúdio com equipamento antigo, como um console de mixagem Neve vintage, que Kazuya disse que deu um toque "americano" e rock and roll dos anos 1950. A parte da guitarra no início e no final da música foi feita no estilo Mick Ronson por sugestão de Tsuchiya. Yoshii comparou o tom da música ao de "Heroes" de David Bowie. Suas letras seguem as de "Tōge", a música final do álbum anterior do The Yellow Monkey 8, e como tal, a equipe da banda sugeriu que esta introduzisse o novo álbum. O arpejo de guitarra tocado por Hideaki Kikuchi na música também é semelhante ao de "Tōge".
"Tentomushi" inclui elementos de stoner rock, com o qual o vocalista já havia trabalhado em sua carreira solo. A canção foi feita para ser o tema da adaptação para TV do mangá de mahjong Ten: Tenhō-dōri no Kaidanji. Tendo crescido ouvindo The Yellow Monkey, o produtor do drama Taku Matsumoto pediu que eles fizessem isso. A música tem um tema de mahjong, no entanto, Yoshii nunca jogou o jogo e por isso leu o mangá diligentemente. Ele incluiu a onomatopeia "zawa" (ざわ)  do autor Nobuyuki Fukumoto nas letras. Sua letra também se desenvolveu a partir de "Merome", outra faixa do 8. Eiji descreveu a bateria em "Tentomushi" como muito simples. A introdução e o final da bateria são uma brincadeira com a ouvida em "Born to Be Wild" de Steppenwolf.
"Love Homme" foi chamada de "groovy" e "boogie rock". O baixo de Hirose conduz a música e foi tocado no estilo fingerpicking por sugestão do engenheiro Kenny Takahashi. Hirose usou um Gibson Thunderbird 1967 que trouxe com ele para Los Angeles. Eiji mencionou especificamente a falta de pratos na faixa. A guitarra tocada na faixa foi influenciada por Brian May do Queen.
Kazuya escreveu "Stars" com David Bowie em mente. Foi feito com a temática de "espalhafato subjugado" (地味派手, Jimi hade) e gravado em apenas uma tomada.
Yoshii disse que "Breaking the Hide" está de acordo com "Kegawa no Kōto no Blues", e comparou sua visão de mundo com a do filme de 1974 O Porteiro da Noite. Ele também mencionou The Clash e Iron Maiden em relação à música. Hideaki utilizou uma Gibson Flying V que pertenceu e foi autografada por Michael Schenker para o solo de guitarra. Hideaki tinha a imagem da Europa Oriental para a música, e Yoshii escreveu a letra com isso em mente e incluiu um ângulo de vampiro. O "Hide" no título se refere ao nome de Hideaki e também ao fato de que sua voz cantada se assemelha à de Hyde.
"Roseana" foi gravada em 2017. O crítico musical Yu-ichi Hirayama chamou a música de muito dançável com uma estrutura muito simples, enquanto usa "escala psicodélica". Ele também notou que as letras "misteriosas" dão um "exotismo".
Enquanto Yū Aoki de Ongaku a Hito se referia a "Changes Far Away" como uma "balada de rock ortodoxo", Hideo Miyamoto da Spice chamou de balada soul. Com a letra, Yoshii disse que tentou expressar a beleza e a dificuldade de crescer. Embora a música tenha sido escrita e arranjada antes de Yoshii assistir o filme Bohemian Rhapsody, ele pediu a Hideaki que tocasse a guitarra como Brian May. O cantor também disse que a música tem elementos de Elton John e The Band, enquanto Hirose sugeriu que possuia um pouco de Billy Joel também.
"Suna no Tō" foi escrita para ser a música tema do drama de TV Suna no Tō ~ Shiri Sugita Rinjin. Tomonori Shiba, do Real Sound, escreveu que as letras estão intimamente relacionadas ao show e que a melodia "perturbadora" da música se encaixa no suspense da série de televisão. As cordas da faixa foram arranjadas por Motoki Funayama, com quem Yoshii havia trabalhado anteriormente em "Bara to Taiyō" para KinKi Kids, e resultou no que o cantor chamou de uma fusão de "Kayō da era Shōwa" e música ocidental.
Miyamoto descreveu "Balloon Balloon" como uma reminiscência do estilo sons de grupo, dos anos 1960. Hideaki tocou suas partes de guitarra em um estilo espanhol. Yoshii escreveu a letra com a imagem de um antigo apartamento francês em mente, e usou as palavras "civet" e "café au lait" devido à influência da cantora Yoshitaka Minami. Aoki sentiu que a letra lembrava Bob Dylan.

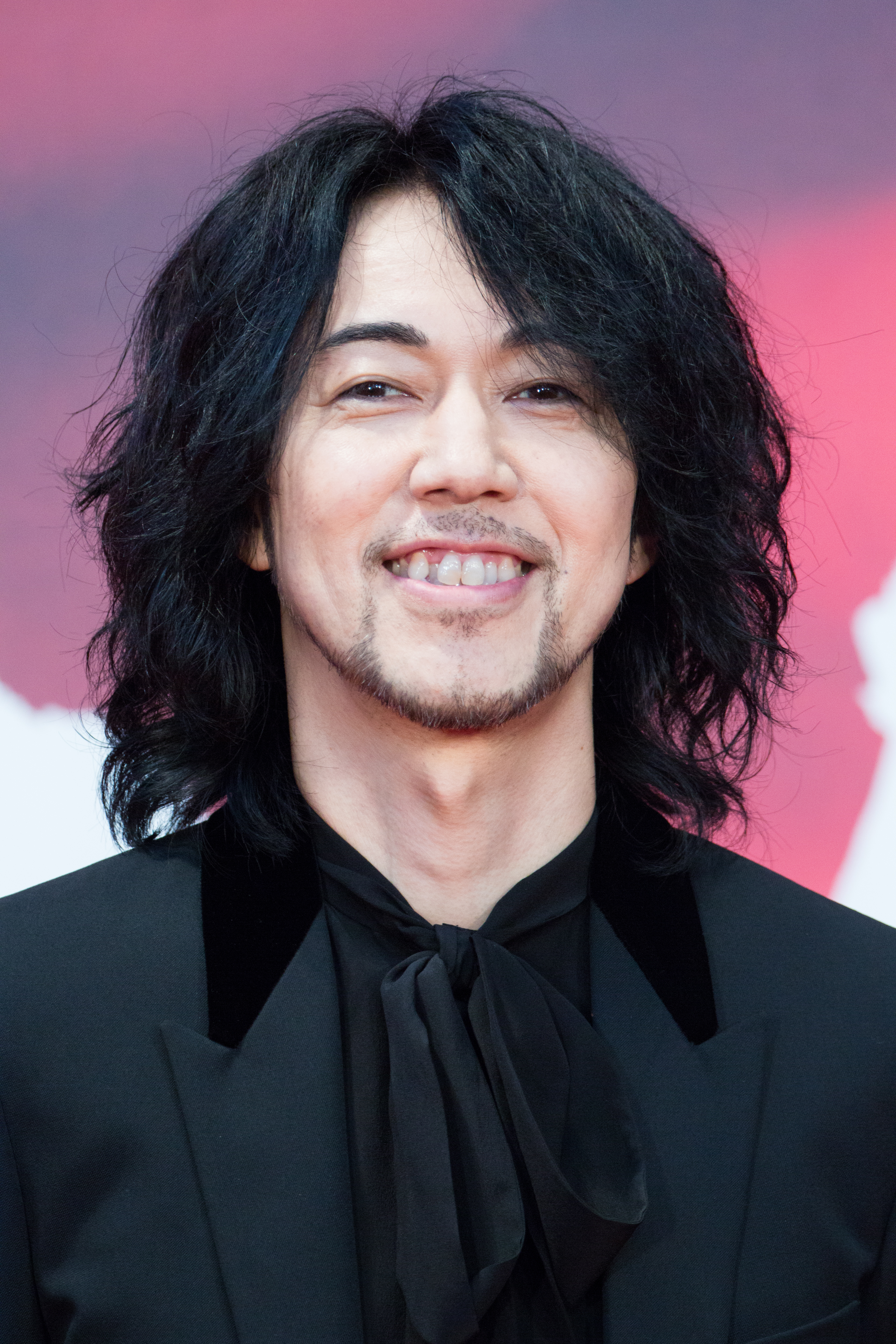
"Horizon" marca a primeira vez que o guitarrista Hideaki Kikuchi escreveu letras para a banda

Quando o The Yellow Monkey se reuniu em 2016, eles iniciaram a produção de Ototoki, um documentário sobre a reunião lançado em 2017. O diretor Daishi Matsunaga solicitou uma música tema para o filme, e Hideaki escreveu "Horizon" para atuar como tal. É a primeira vez que ele escreveu letras para a banda. Com ela, ele queria expressar sua gratidão aos seus companheiros de banda após embarcar em turnê por um ano. Kazuya descreveu a faixa como sendo semelhante ao trabalho solo do guitarrista, a canção "In a good way."
O vocalista afirmou que "Titta Titta" contém a "essência da música ocidental em 1969." A primeira metade da música o apresenta tocando guitarra. Ambos Aoki e Ēji Ogura do AERA dot. chama a guitarra principal de Hideaki nesta faixa uma reminiscência dos Rolling Stones. As letras foram escritas para ser como um livro ilustrado, com Yoshii e Hirose comparando-as a Yellow Submarine e Alice no País das Maravilhas, respectivamente. Ela foi provisoriamente intitulada "Ravi Shankar Ojisan no Musume" (ラヴィ・シャンカールおじさんの娘).
Como a primeira música nova da banda após a reunião, "Alright" é a faixa mais antiga do álbum, tendo sido gravada no final de 2015. Eles tinham muitas outras candidatas para ser a música da primeira reunião, mas a equipe da banda disse que "Alright" seria uma boa música ao vivo. Shiba chamou de uma canção de rock puro com um esqueleto de blues e hard rock.
"I Don't Know" foi escrita para ser a música tema do drama de TV Keiji Zero, que é sobre um detetive que perdeu a memória e, como tal, tem como tema "memória". O produtor do show, Ikuei Yokochi, pediu uma música "misteriosa e cínica".
A versão digital do álbum inclui "Kegawa no Kōto no Blues" como faixa bônus. É uma música dos anos indie da banda que eles nunca chegaram a gravar. Foi gravada no Japão com a produção de Tsuchiya. Kazuya afirmou que a música está intimamente relacionada com "Breaking the Hide".
A versão expandida do álbum, 9999+1, inclui quatro faixas adicionais. O instrumental "Bon Appetit" compõe-se de duas delas, pois é dividido em "Abertura" e "Encerramento", e foi usada como música de entrada da banda na turnê. Kazuya disse que estava planejado que ela fosse incluída na versão original do álbum depois de gravá-lo em Los Angeles, mas ele não terminou a tempo e teve que terminá-la no Japão. "Darekani -Demo-" é das sessões do álbum original, mas não foi incluído por questões de "equilíbrio". Já "Eien -Demo 2015-", composta por Hideaki, é um outtake das sessões de "Alright" que aconteceram em 2015, quando a reforma da banda ainda não era publicamente conhecida. Yoshii e Hirose expressaram desejo de completar a música um dia, com o cantor especulando que ela estaria em seu próximo álbum. Ambas as demos não têm letras oficiais, mas é possível ouvir Yoshii cantando scat nelas.

## Lançamento

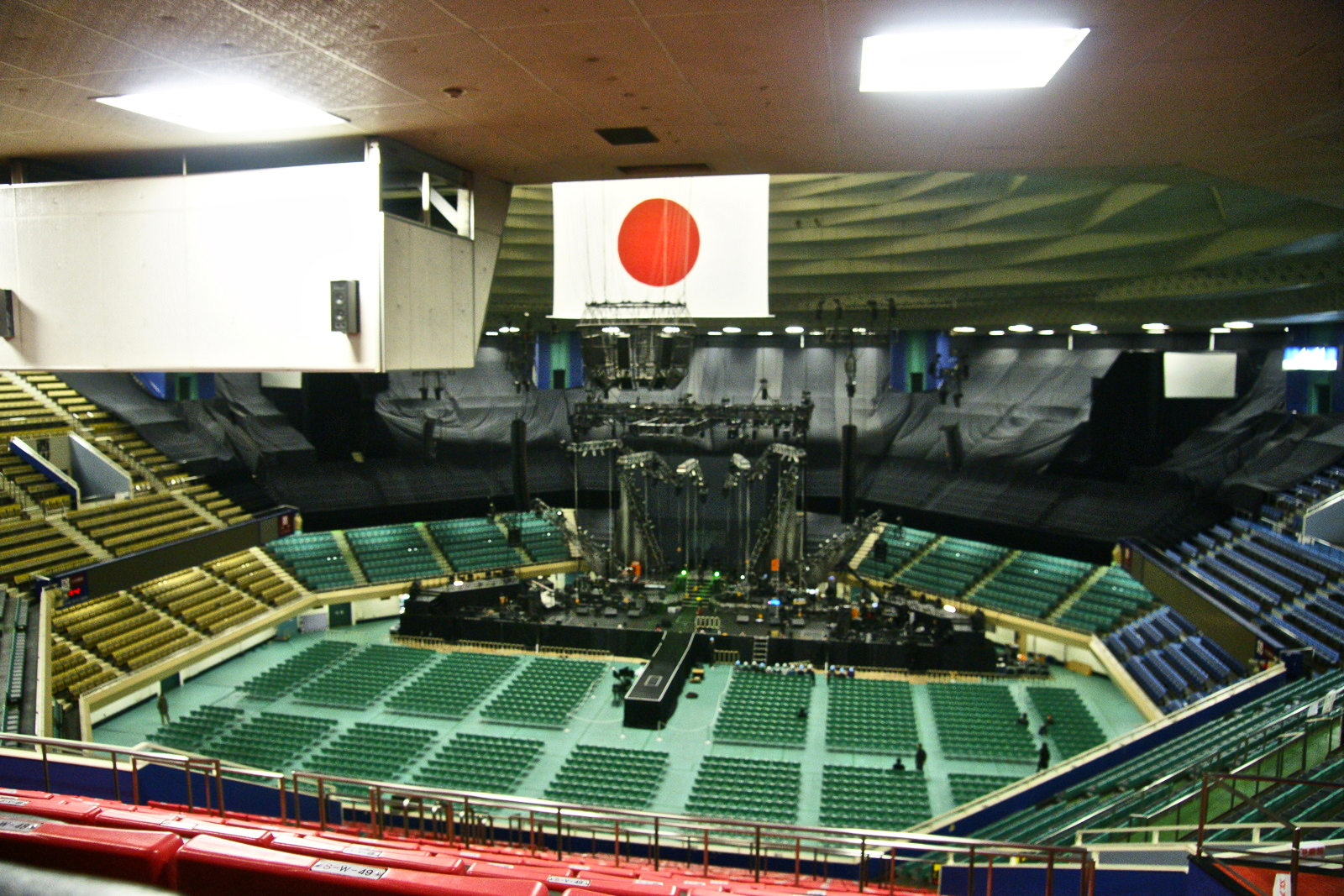
Antes de seu lançamento, The Yellow Monkey tocou 9999 em sua totalidade no Nippon Budokan para um público limitado.

Antes do lançamento do disco, a banda realizou um "evento de escuta" no Nippon Budokan em 28 de março de 2019, onde tocaram ao vivo cada uma das canções do álbum. 50.000 pessoas se inscreveram para fazer parte do evento, que era limitado a 9.999 participantes. 9999 foi lançado em 17 de abril de 2019 em três edições diferentes; uma versão regular física, uma versão digital e uma edição limitada. A versão digital inclui uma faixa bônus, enquanto a edição limitada inclui um DVD com várias apresentações ao vivo de canções anteriores e documentário sobre a produção de 9999. Se a edição normal ou limitada fosse comprada em lojas selecionadas, um DVD adicional contendo a performance ao vivo de "Primal." em 11 de maio de 2016 seria distribuída por ordem de chegada. Aqueles que reservaram o álbum no iTunes entre 25 de janeiro e 16 de abril, receberam uma versão instrumental do álbum de 13 faixas. 9999 foi apoiado pela turnê The Yellow Monkey Super Japan Tour 2019 -Grateful Spoonful-, que aconteceu de 27 de abril a 22 de setembro de 2019.
Para comemorar o 30º aniversário da banda, uma versão expandida do álbum foi lançada em 4 de dezembro de 2019. O título completo desta versão é 30th Anniversary 『9999+1』 -Grateful Spoonful Edition-. Inclui quatro canções adicionais, um DVD do show de 3 de agosto de 2019 no Sekisui Heim Super Arena e um livreto de fotos de 204 páginas contendo fotos da turnê Grateful Spoonful. A capa deste álbum foi novamente criada pela Rocket & Wink e é semelhante a original, mas apresenta um fundo branco para contrastar com o preto do original, representando a "luz" que a turnê da banda trouxe para seus fãs.

## Recepção
Escrevendo para Natalie, Tomoyuki Mori descreveu 9999 como uma mistura de aspectos de rock de garagem, glam rock e rock psicodélico e disse que teve sucesso em destacar o estilo atual dos quatro membros da banda. Ele também disse que minimiza a dublagem, criando grooves ricos e dinâmicos com apenas algumas notas. Em uma crítica para o Mikiki, Yuji Tayama escreveu que o álbum é transparente em suas influências de blues e glam rock e tem o apelo pop e licenciosidade que The Yellow Monkey sempre teve. Ele também chamou "I Don't Know" de uma obra-prima. Ēji Ogura do AERA dot. descreveu "Love Homme" como um tributo ao glam rock, mas com uma abordagem diferente da que a banda havia feito anteriormente e chamou "Changes Far Away" um dos destaques do álbum. De acordo com Yu-ichi Hirayama da Entertainment Station, a letra "misteriosa" de "Roseana" dá à música um "exotismo" que pode fazer com que novos ouvintes se interessem por The Yellow Monkey. Da Real Sound, Tomokazu Nishihiro escreveu que é provavel que "Horizon" se torne uma canção representante da banda no futuro.
9999 ganhou o a premiação Álbum do Ano no 61° Japan Record Awards em 2019. Em 2020, foi um dos trabalhos vencedores no CD Shop Awards e ganhou álbum do ano no Space Shower Music Awards.

## Desempenho comercial
9999 alcançou a terceira posição tanto na Oricon Albums Chart quanto na Billboard Japan Hot Albums No entanto, chegou ao topo das paradas Oricon's Rock Albums e Digital Albums, assim como a Billboard Japan Download Albums. Também alcançou o número 3 no Billboard Japan Top Albums, que é baseado apenas em vendas físicas. O álbum foi certificado ouro pela Recording Industry Association of Japan (RIAJ) em abril de 2019 por vender mais de 100.000 cópias. Já a versão expandida do álbum, 9999+1, alcançou o número 2 na parada de álbuns e na parada Rock Albums da Oricon. Chegou a quarta posição na Billboard Japan Hot Albums e número 3 na Top Albums.

## Faixas
Todas as faixas escritas e compostas por Kazuya Yoshii e todos os arranjos The Yellow Monkey, exceto onde anotado. 
| Lista de faixas de 9999 |                                                                            |                                             |         |  |
| N.º                     | Título                                                                     | Arranjo                                     | Duração |  |
| 1.                      | "Kono Koi no Kakera" (この恋のかけら)                                      | Masami Tsuchiya, The Yellow Monkey          | 5:20    |  |
| 2.                      | "Tentomushi" (天道虫)                                                      |                                             | 3:46    |  |
| 3.                      | "Love Homme"                                                               |                                             | 3:41    |  |
| 4.                      | "Stars (9999 Version)"                                                     | The Yellow Monkey, Motoki Funayama (cordas) | 4:06    |  |
| 5.                      | "Breaking the Hide" (música por Hideaki Kikuchi)                           |                                             | 2:56    |  |
| 6.                      | "Roseana" (ロザーナ)                                                       |                                             | 4:45    |  |
| 7.                      | "Changes Far Away"                                                         |                                             | 4:00    |  |
| 8.                      | "Suna no Tō" (砂の塔)                                                      | The Yellow Monkey, Motoki Funayama (cordas) | 4:43    |  |
| 9.                      | "Balloon Balloon"                                                          |                                             | 4:12    |  |
| 10.                     | "Horizon" (letra e música por Hideaki Kikuchi)                             |                                             | 5:07    |  |
| 11.                     | "Titta Titta"                                                              |                                             | 2:52    |  |
| 12.                     | "Alright"                                                                  |                                             | 4:42    |  |
| 13.                     | "I Don't Know"                                                             |                                             | 4:34    |  |
| 14.                     | "Kegawa no Kōto no Blues" (毛皮のコートのブルース), apenas edição digital) | Masami Tsuchiya, The Yellow Monkey          | 7:05    |  |
| Duração total:          | Duração total:                                                             | Duração total:                              | 54:42   |  |

Faixas bônus de 9999+1
| N.º | Título                                          | Arrangement   | Duração |  |
| 1.  | "Bon Appetit -Opening-" (ボナペティ-OPENING-)   | Kazuya Yoshii | 2:09    |  |
| 15. | "Bon Appetit -Ending-" (ボナペティ-ENDING-)     | Kazuya Yoshii | 2:18    |  |
| 16. | "Darekani -Demo-" (ダレカニ-demo-)              |               | 4:40    |  |
| 17. | "Eien -Demo 2015-" (música por Hideaki Kikuchi) |               | 4:37    |  |

## Ficha técnica
The Yellow Monkey
- Kazuya "Lovin" Yoshii – vocais, guitarra, produção
- Hideaki "Emma" Kikuchi – guitarra
- Yoichi "Heesey" Hirose – baixo
- Eiji "Annie" Kikuchi – bateria

Produção e músicos adicionais
- Kenny Takahashi - órgão Farfisa e programação em "Love Homme"
- Takashi Tsuruta - teclado em "Stars (9999 Version)", "Suna no Tō" e "Horizon", piano e órgão em "Roseana"
- Shunsuke Watanabe - sintetizador em "Stars (9999 Version)"
- Jamie Muhoberac - piano em "Changes Far Away", órgão em "Balloon Balloon", "Titta Titta" e "I Don't Know"
- Pat Sansone - teclado em "Alright"
- Joe LaPorta - masterização em 9999
- Bob Ludwig - masterização em 9999+1